# La colazione del bimbo
La colazione del bimbo (Le Repas de bébé) è un film dei fratelli Auguste e Louis Lumière, compreso tra i dieci film che vennero proiettati al primo spettacolo pubblico di cinematografo del 28 dicembre 1895 al Salon indien du Grand Café di Boulevard des Capucines a Parigi.
Brevi filmati come questo, che ritraevano bambini e scene di vita familiare, furono da subito molto popolari. I due genitori sono interpretati, pur non esistendo all'epoca ancora precisi codici della recitazione, da Auguste Lumière, fratello di Louis, e consorte, Marguerite Winkler Lumière. Il bimbo è Andrée, figlia di Auguste e Marguerite, che morirà poi a 24 anni vittima nel 1918 dell'epidemia di influenza spagnola.
L'inquadratura è frontale a mezzo busto oltre il piano della tavola. La scena si svolge all'aperto. Gli spettatori rimasero molto colpiti, in questo film, soprattutto dal movimento delle foglie della vegetazione dello sfondo, un dettaglio naturalistico che per la prima volta era oggetto di una riproduzione "artificiale".

## Produzione
Come indicato dal titolo, il filmato (della durata di circa un minuto) presenta due premurosi genitori che imboccano il loro bimbo. Esiste anche una versione del 1903.

## Critica
Georges Sadoul:
(Georges Sadoul, Storia del cinema mondiale, p. 31.)